# Wegebach
Wegebach ist ein 1144 erstmals erwähnter, „villa“ genannter, heute jedoch wüster Ort etwa 1 km nördlich von Ziegenhain in Hessen, nach dem sich zwischen 1144 und 1220 ein Zweig des Grafengeschlechts von Reichenbach bzw. von Ziegenhain zeitweise auch Grafen von Wegebach oder auch Grafen von Ziegenhain-Wegebach nannte.
In der ersten Hälfte des 12. Jahrhunderts hatten die Reichenbacher, in ihrer Stellung als Vögte der Abtei Fulda, im Raum Wegebach und Ziegenhain erheblichen Vogtei- und Allodialbesitz erlangt.  Obwohl dessen Art und Umfang ungewiss sind, war er doch bedeutend genug, um Graf Gozmar II. von Reichenbach († 1141) zum Umzug nach Wegebach zu bewegen.  Sein Sohn Gottfried (* um 1100; † nach 1158) residierte zunächst ebenfalls in Wegebach, baute jedoch 1144 im nahen Ziegenhain eine neue Burg. Danach nannten er und seine Nachfolger sich Grafen von Ziegenhain, gelegentlich bis 1220 auch Grafen von Wegebach oder Grafen von Ziegenhain und Wegebach.
Noch 1345 bestand in Wegebach ein Ortsgericht (Zentgericht), das zur Hälfte ziegenhainisches Lehen der Herren von Löwenstein-Schweinsberg war. Nachdem die Grafschaft Ziegenhain mit dem Tod des letzten Grafen, Johann II., an die Landgrafschaft Hessen gefallen war, ging Wegebach zumindest ab 1461 als landgräfliches Lehen ganz in den Besitz dieser Familie über. Neubelehnungen an die Familie sind 1490, 1503, 1515, 1539 und 1569 beurkundet.
Im Dreißigjährigen Krieg wurde der Ort von Truppen des Generals Tilly dem Erdboden gleichgemacht, als sie im Oktober 1631 auf dem Weg von Fritzlar nach Fulda mehrere Orte nahe Ziegenhain plünderten und brandschatzten.